# Mereni, Teleorman
Mereni là một xã thuộc hạt Teleorman, România. Dân số thời điểm năm 2002 là 3436 người.